# 56년

## 연호
- 후한(後漢) 건무중원(建武中元) 원년

## 기년
- 후한(後漢) 광무제(光武帝) 32년
- 신라(新羅) 유리 이사금(儒理泥師今) 33년
- 고구려(高句麗) 태조대왕(太祖大王) 4년
- 백제(百濟) 다루왕(多婁王) 29년

## 사건
- 옥저(沃沮)가 고구려(高句麗)에게 복속되었다.[1]

## 탄생
- 로마 제국 역사가 타키투스